# Liste der denkmalgeschützten Objekte in Telfs
Die Liste der denkmalgeschützten Objekte in Telfs enthält die 54 denkmalgeschützten, unbeweglichen Objekte der Gemeinde Telfs.

## Denkmäler
| Foto |                 | Denkmal | Standort                                                  | Beschreibung | Metadaten |
| ---- | --------------- | --- | --------------------------------------------------------- | --- | --- |
| ja   | Datei hochladen | Bildstock HERIS-ID: 93438 Objekt-ID: 108467 TKK: 51943                                                           | Anton-Föger-Weg Standort KG: Telfs                        | Die schlanke Bildsäule aus Höttinger Breccie mit rundem Schaft hat einen würfelförmigen Aufsatz und einen Giebel. Sie stammt aus dem 17. Jahrhundert. In den rundbogigen flachen Aufsatznischen Darstellungen der Heiligen Georg, Martin und Sebastian von Alois Höfer (bez. 1969). | BDA-Hist.: Q37762301 Status: § 2a Stand der BDA-Liste: 2025-06-30 Name: Bildstock GstNr.: 4729/1 Bildstock Telfs                                                                            |
| ja   | Datei hochladen | Villa HERIS-ID: 61965 Objekt-ID: 74460 TKK: 52036                                                                | Bahnhofstraße 10 Standort KG: Telfs                       | Die Gründerzeitvilla wurde um 1898 erbaut. Das zweigeschoßige gemauerte Gebäude mit leicht vorkragendem Satteldach und einschneidendem Querdach ist mit Putzgliederung gestaltet. An der Straßenseite im Osten befindet sich ein Geschäftsvorbau, der mit einem Flachdach gedeckt und über eine doppelläufige Treppe erschlossen ist, an der Gartenseite eine Holzveranda mit Laubsägearbeit. Im Inneren befindet sich eine mittig gelegene Holzstiege aus der Erbauungszeit. | BDA-Hist.: Q38098091 Status: Bescheid Stand der BDA-Liste: 2025-06-30 Name: Villa GstNr.: .665                                                                                              |
| ja   | Datei hochladen | Wegkapelle Mariae Himmelfahrt und hl. Pontianus, Kirche Bairbach HERIS-ID: 93419 Objekt-ID: 108437 TKK: 19546    | Bairbach 12a Standort KG: Telfs                           | Die Kapelle wurde 1964–1966 aufgrund eines Gelöbnisses im Zweiten Weltkrieg nach Plänen von Clemens Holzmeister erbaut. Die gemauerte quadratische Kapelle mit geradem Chorschluss und Walmdach weist einen gedeckten Aufgang und Rundfenster an der Südseite auf. Das Innere ist mit Kassettendecken und einem Bildzyklus mit Szenen aus dem Leben des hl. Pontianus von Max Spielmann von 1969 versehen. | BDA-Hist.: Q37762186 Status: § 2a Stand der BDA-Liste: 2025-06-30 Name: Wegkapelle Mariae Himmelfahrt und hl. Pontianus, Kirche Bairbach GstNr.: 4647/3 Kirche Bairbach                     |
| ja   | Datei hochladen | Wegkapelle Geburt Christi HERIS-ID: 93431 Objekt-ID: 108454 TKK: 51940                                           | Birkenberg 3, in der Nähe Standort KG: Telfs              | Die Wegkapelle ist Teil einer um 1680 errichteten Anlage aus drei offenen Wegkapellen und vier (von ursprünglich 15) Bildsäulen am Weg zwischen St. Georgen und Birkenberg. In der Rundbogennische der offenen, gemauerten Wegkapelle befindet sich eine Bildtafel mit der Darstellung Geburt Christi von Alois Höfer aus dem Jahre 1970. | BDA-Hist.: Q37762261 Status: § 2a Stand der BDA-Liste: 2025-06-30 Name: Wegkapelle Geburt Christi GstNr.: 4730                                                                              |
| ja   | Datei hochladen | Wegkapelle Darbringung im Tempel HERIS-ID: 93436 Objekt-ID: 108465 TKK: 51941                                    | westlich Birkenberg 3 Standort KG: Telfs                  | Die Wegkapelle ist Teil einer um 1680 errichteten Anlage aus drei offenen Wegkapellen und vier (von ursprünglich 15) Bildsäulen am Weg zwischen St. Georgen und Birkenberg. In der Rundbogennische der offenen, gemauerten Wegkapelle befindet sich eine Bildtafel mit der Darstellung Darbringung im Tempel von Alois Höfer aus dem Jahre 1970. | BDA-Hist.: Q37762280 Status: § 2a Stand der BDA-Liste: 2025-06-30 Name: Wegkapelle Darbringung im Tempel GstNr.: 4145/1                                                                     |
| ja   | Datei hochladen | Wegkapelle 12jähriger Jesus im Tempel HERIS-ID: 93437 Objekt-ID: 108466 TKK: 51942                               | Birkenberg 3, in der Nähe Standort KG: Telfs              | Die Wegkapelle ist Teil einer um 1680 errichteten Anlage aus drei offenen Wegkapellen und vier (von ursprünglich 15) Bildsäulen am Weg zwischen St. Georgen und Birkenberg. In der Rundbogennische der offenen, gemauerten Wegkapelle befindet sich eine Bildtafel mit der Darstellung des 12-jährigen Jesus im Tempel von Alois Höfer aus dem Jahre 1970. | BDA-Hist.: Q37762290 Status: § 2a Stand der BDA-Liste: 2025-06-30 Name: Wegkapelle 12jähriger Jesus im Tempel GstNr.: 4730                                                                  |
| ja   | Datei hochladen | Mariahilf-Kapelle, Kapelle Mariä Heimsuchung, Birkenberg-Kapelle HERIS-ID: 55959 Objekt-ID: 64883 TKK: 19542     | Birkenberg 3 Standort KG: Telfs                           | Der 1640 erbaute und 1692 erweiterte barocke Zentralbau besteht aus einem kreisförmigen Mittelraum und drei unmittelbar anschließenden halbkreisförmigen Apsiden nach dem Vorbild der Mariahilfkirche in Innsbruck. 1979 wurde der Bau im Westen um eine zweijochige Vorhalle erweitert. Östlich an der Mittelapsis steht der Turm mit Sakristei im Erdgeschoß und achteckiger Haube. Die Apsiden sind mit geschweiften Halbkuppeln, die Vorhalle mit einem geschmiegtemn Satteldach gedeckt. Die Hauptkuppel wird von einer achteckigen Laterne bekrönt. Der 1693 von Andreas Thamasch geschaffene Hochaltar zeigt eine Kopie des Gnadenbildes Mariahilf zwischen gedrehten Säulenpaaren. Die Rokoko-Kanzel stammt aus der Zeit um 1770.                                                                          | BDA-Hist.: Q38069068 Status: § 2a Stand der BDA-Liste: 2025-06-30 Name: Mariahilf-Kapelle, Kapelle Mariä Heimsuchung, Birkenberg-Kapelle GstNr.: .547 Mariahilfkapelle Birkenberg           |
| ja   | Datei hochladen | Bildsäule Verkündigung HERIS-ID: 94123 Objekt-ID: 109256 TKK: 51938                                              | vor Birkenbergstraße 21 Standort KG: Telfs                | Die Bildsäule ist Teil einer 1680 errichteten Anlage aus drei offenen Wegkapellen und vier (von ursprünglich 15) Bildsäulen am Weg zwischen St. Georgen und Birkenberg. Die gemauerte und verputzte Säule hat einen runden Schaft, eine vorspringende Kragplatte, einen Dreiecksgiebel und ein Schindeldach. In der Rundbogennische befindet sich eine Bildtafel mit der Darstellung der Verkündigung von Alois Höfer aus dem Jahre 1970. | BDA-Hist.: Q37763539 Status: § 2a Stand der BDA-Liste: 2025-06-30 Name: Bildsäule Verkündigung GstNr.: 4730                                                                                 |
| ja   | Datei hochladen | Kath. Filialkirche, Auferstehungskirche HERIS-ID: 93423 Objekt-ID: 108441 TKK: 19548                             | Birkenbergstraße 26b Standort KG: Telfs                   | Die Kirche, ein sechseckiger Bau unter seitlich herabgezogenem Satteldach, wurde 1974–1975 von Baumeister Anton Klieber errichtet, der freistehende Glockenturm stammt aus dem Jahr 1995. Die Bestuhlung bildet einen Halbrund um den Altartisch, die monumentale Bronzeskulptur des Christus stammt von Ilse Glaninger-Balzar. | BDA-Hist.: Q23541902 Status: § 2a Stand der BDA-Liste: 2025-06-30 Name: Kath. Filialkirche, Auferstehungskirche GstNr.: 3920/97                                                             |
| ja   | Datei hochladen | Bildsäule Heimsuchung HERIS-ID: 94128 Objekt-ID: 109261 TKK: 51939                                               | gegenüber Birkenbergstraße 36 Standort KG: Telfs          | Die Bildsäule ist Teil einer 1680 errichteten Anlage aus drei offenen Wegkapellen und vier (von ursprünglich 15) Bildsäulen am Weg zwischen St. Georgen und Birkenberg. Die gemauerte und verputzte Säule hat einen runden Schaft, eine vorspringende Kragplatte, einen Dreiecksgiebel und ein Schindeldach. In der Rundbogennische befindet sich eine Bildtafel mit der Darstellung Heimsuchung von Alois Höfer aus dem Jahre 1970. | BDA-Hist.: Q37763545 Status: § 2a Stand der BDA-Liste: 2025-06-30 Name: Bildsäule Heimsuchung GstNr.: 4730                                                                                  |
| BW   | Datei hochladen | Pestsäule HERIS-ID: 93440 Objekt-ID: 108469 TKK: 51944                                                           | Emat Standort KG: Telfs                                   | Der Bildstock aus Nagelfluh mit würfelförmigem Sockel, achtseitigem Schaft und leicht vorspringendem, halbrund geschlossenem Aufsatz stammt aus dem 17. Jahrhundert. In der flachen Nische befindet sich ein Bronzerelief des hl. Sebastian von Martin Gundolf von 1975. | BDA-Hist.: Q37762311 Status: § 2a Stand der BDA-Liste: 2025-06-30 Name: Pestsäule GstNr.: 4728/1                                                                                            |
| ja   | Datei hochladen | Kath. Filialkirche, St. Georgskirche mit Friedhof HERIS-ID: 93420 Objekt-ID: 108438 TKK: 51931, 51932, 51930     | Georgenweg 63 Standort KG: Telfs                          | Die Kirche wurde 1331 erstmals urkundlich erwähnt und 1623 umgebaut. Der gedrungene Bau besteht aus einem dreijochigen Langhaus mit einem eingezogenen fünfseitigen Chorschluss und einem niedrigen schlanken Turm mit Zwiebelhaube. An der Westfassade befindet sich ein abgefastes Spitzbogenportal, an der Südseite wurden frühgotische Wandmalereien aus dem 14. Jahrhundert freigelegt. Das Innere ist mit einer Stichkappentonne mit stuckierten Graten auf gesimsartigen, profilierten Konsolen aus dem 17. Jahrhundert und Wandmalereien aus dem 14. Jahrhundert versehen. Der umgebende Friedhof wurde im 17. Jahrhundert als Pestfriedhof angelegt und 1951 erweitert und mit einer Leichenhalle nach Plänen von Architekt Walter Schweighofer versehen.                                                 | BDA-Hist.: Q37762198 Status: § 2a Stand der BDA-Liste: 2025-06-30 Name: Kath. Filialkirche, St. Georgskirche mit Friedhof GstNr.: 645/26 Filialkirche hl. Georg, Telfs                      |
| ja   | Datei hochladen | Brunnen mit hl. Sebastian HERIS-ID: 93477 Objekt-ID: 108511 TKK: 51963                                           | vor Griesgasse 16 Standort KG: Telfs                      | Im runden, in der Art eines Holzfasses hergestellten Brunnentrog („Fasslbrunnen“) sitzt auf einer mittigen Holzsäule eine sehr qualitätsvolle, gefasste Rokoko-Büste des hl. Sebastian aus der Zeit um 1770. Die Figur wurde 2010/11 restauriert. | BDA-Hist.: Q37762398 Status: § 2a Stand der BDA-Liste: 2025-06-30 Name: Brunnen mit hl. Sebastian GstNr.: 4711/1                                                                            |
| ja   | Datei hochladen | Kreuzkapelle HERIS-ID: 106245 Objekt-ID: 123374 TKK: 52057                                                       | südlich Josef-Schöpf-Straße 7 Standort KG: Telfs          | Die offene gemauerte Kapelle mit offenem Dachstuhl und Schmiedeeisengitter beherbergt in der Rundbogennische ein um 1800 geschaffenes Kruzifix. | BDA-Hist.: Q37807245 Status: § 2a Stand der BDA-Liste: 2025-06-30 Name: Kreuzkapelle GstNr.: 4743/2                                                                                         |
| BW   | Datei hochladen | Villa Waldhart HERIS-ID: 106209 Objekt-ID: 123326 TKK: 52086seit 2019                                            | Josef-Schöpf-Straße 18 Standort KG: Telfs                 | Um 1891 vom Telfer Gemeindearzt Josef Waldhart errichtete Villa mit angeschlossener Wasserheilanstalt, die nach der Kneippmethode geführt wurde. Gründerzeitliche Villa in der Prägung des strengen Historismus, mit Anlehnungen an italienische Renaissancevillen. | BDA-Hist.: Q105646756 Status: Bescheid Stand der BDA-Liste: 2025-06-30 Name: Villa Waldhart GstNr.: .654/2                                                                                  |
| ja   | Datei hochladen | Brunnen mit hl. Josef HERIS-ID: 93482 Objekt-ID: 108516 TKK: 51968                                               | gegenüber Kirchstraße 10 Standort KG: Telfs               | Der Brunnen besteht aus einem rechteckigen Steintrog aus dem 19. Jahrhundert und einer Brunnensäule mit einer stark erneuerten polychromen Figur des hl. Josef aus dem 18. Jahrhundert unter einem Schmiedeeisendach. | BDA-Hist.: Q37762446 Status: § 2a Stand der BDA-Liste: 2025-06-30 Name: Brunnen mit hl. Josef GstNr.: 318                                                                                   |
| ja   | Datei hochladen | Friedhof und Totenkapelle HERIS-ID: 93160 Objekt-ID: 108167 TKK: 51891, 51896, 51892                             | gegenüber Kirchstraße 16 Standort KG: Telfs               | Die große Anlage um die Pfarrkirche wurde 1879 nach Plänen von Josef Pöschl errichtet. An der Westseite befindet sich eine neuromanische Totenkapelle, daran anschließend Arkaden mit neugotischen, neuromanischen und modernen Grabmälern. Im Ostteil steht ein monumentales Friedhofskreuz. | BDA-Hist.: Q37761467 Status: § 2a Stand der BDA-Liste: 2025-06-30 Name: Friedhof und Totenkapelle GstNr.: 285 Friedhof Telfs                                                                |
| ja   | Datei hochladen | Brunnen mit hl. Franz Xaver HERIS-ID: 93478 Objekt-ID: 108512 TKK: 51964                                         | gegenüber Kirchstraße 18 Standort KG: Telfs               | Der Brunnen besteht aus einem rechteckigen Steintrog mit einem seitlich abgeschrägten Pfeiler. Auf dem Pfeiler steht eine qualitätsvolle Halbfigur des hl. Franz Xaver unter einem Schmiedeeisendach. Die Figur stammt aus der Zeit um 1770 und wurde 2010/11 restauriert. | BDA-Hist.: Q37762407 Status: § 2a Stand der BDA-Liste: 2025-06-30 Name: Brunnen mit hl. Franz Xaver GstNr.: 4709/14                                                                         |
| ja   | Datei hochladen | Lourdeskapelle HERIS-ID: 93166 Objekt-ID: 108173 TKK: 51895                                                      | bei Kirchstraße 18 Standort KG: Telfs                     | Die große gemauerte neugotische Kapelle vom Ende des 19./Anfang des 20. Jahrhunderts mit steilem Blendgiebel, Giebeldach und oktogonalem, pyramidengedecktem Glockenturm steht westlich des Widums und beherbergt im Inneren eine große Lourdesgrotte. | BDA-Hist.: Q37761498 Status: § 2a Stand der BDA-Liste: 2025-06-30 Name: Lourdeskapelle GstNr.: .302                                                                                         |
| BW   | Datei hochladen | Ehem. Marienbildstock HERIS-ID: 93162 Objekt-ID: 108169 TKK: 51893                                               | gegenüber Kirchstraße 18 Standort KG: Telfs               | Die Säule aus Nagelfluh mit rundbogigem Aufsatz stammt aus der zweiten Hälfte des 19. Jahrhunderts. In der Nische befindet sich ein Bild des Auferstandenen, bezeichnet LH (19)95. | BDA-Hist.: Q37761478 Status: § 2a Stand der BDA-Liste: 2025-06-30 Name: Ehem. Marienbildstock GstNr.: 4709/14                                                                               |
| ja   | Datei hochladen | Widum HERIS-ID: 55954 Objekt-ID: 64876 TKK: 19541                                                                | Kirchstraße 20 Standort KG: Telfs                         | Das mächtige dreigeschoßige Gebäude mit steilem Krüppelwalmdach wurde 1759 erbaut. An der Giebelfassade befindet sich ein barockes Steinportal, darüber drei leicht geschwungene Fenster. Sämtliche Fenster weisen Hohlkehlen auf. Im Inneren finden sich breite Flure, Stuckdecken und interessante Baudetails. | BDA-Hist.: Q38069021 Status: § 2a Stand der BDA-Liste: 2025-06-30 Name: Widum GstNr.: .302                                                                                                  |
| ja   | Datei hochladen | Kath. Pfarrkirche hll. Petrus und Paul mit Friedhof HERIS-ID: 55956 Objekt-ID: 64879 TKK: 19540, 51891, 51896    | Kirchstraße 25 Standort KG: Telfs                         | Die dreischiffige kreuzförmige Basilika mit zwei Fassadentürmen wurde von 1860 bis 1863 erbaut. Urkundlich wurde bereits 1113 die Weihe einer Kapelle genannt, wobei es sich vermutlich um die beim Kirchenneubau abgerissene frühere Friedhofskapelle handelt. | BDA-Hist.: Q15616621 Status: § 2a Stand der BDA-Liste: 2025-06-30 Name: Kath. Pfarrkirche hll. Petrus und Paul mit Friedhof GstNr.: .317, 285 Pfarrkirche St. Peter und Paul (Telfs)        |
| ja   | Datei hochladen | Kath. Filialkirche Mariae Heimsuchung und Friedhof HERIS-ID: 93444 Objekt-ID: 108475 TKK: 19551, 51947, 54014, … | bei Kirchweg 2 Standort KG: Telfs                         | Die Filialkirche Mariä Heimsuchung ist eine barocke Ortskirche mit Altarblättern des Malers Paul Zeiller aus 1701. | BDA-Hist.: Q15837752 Status: § 2a Stand der BDA-Liste: 2025-06-30 Name: Kath. Filialkirche Mariae Heimsuchung und Friedhof GstNr.: 4508/3 Filialkirche Mariä Heimsuchung, Mösern            |
| ja   | Datei hochladen | Anlage Franziskanerkloster Telfs HERIS-ID: 110714 Objekt-ID: 128435 TKK: 51898, 51900, 51897                     | Klostergasse 4 Standort KG: Telfs                         | Das Kloster mit Kirche hat einen stimmungsvollen Ordensfriedhof und am Vorplatz ein Kriegerdenkmal als Arkadenkapelle mit einer Figurengruppe von Andreas Emberger (1921). Im Gartenhäuschen sind Fresken von Leopold Puellacher (1824). | BDA-Hist.: Q1233151 Status: § 2a Stand der BDA-Liste: 2025-06-30 Name: Anlage Franziskanerkloster Telfs GstNr.: .417, .415, 376, 379, 380, 4709/6, .416, 377, 378 Franziskanerkloster Telfs |
| BW   | Datei hochladen | Anlage Kapellenbildstöcke St. Moritzen HERIS-ID: 110715 Objekt-ID: 128436 TKK: 19545                             | Moritzenstraße Standort KG: Telfs                         | Die Bildstöcke sind Teil von ursprünglich zwölf Kapellenbildstöcken am alten Wallfahrtsweg nach St. Moritzen. Die gemauerten offenen Kapelle mit Rundbogenöffnung unter einem Satteldach stammen aus dem 19. Jahrhundert. Das Innere weist ein Tonnengewölbe und eine eingebaute Altarmensa auf, die Bilder zeigen Passionsszenen. | BDA-Hist.: Q37820335 Status: § 2a Stand der BDA-Liste: 2025-06-30 Name: Anlage Kapellenbildstöcke St. Moritzen GstNr.: 2473, 4761, 4764                                                     |
| ja   | Datei hochladen | Kapelle zur Schmerzhaften Muttergottes HERIS-ID: 93181 Objekt-ID: 108190 TKK: 51908                              | Moritzenstraße Standort KG: Telfs                         | Die Kapelle ist der unterste Teil einer in den Hang gebauten Kapellenanlage, von ihr führt ein überdachter Stiegenaufgang zur Kreuzkapelle. Die rechteckige Kapelle mit Satteldach und portalartig der Giebelfassade vorgeblendetem überdachtem Stiegenaufgang wurde Anfang des 19. Jahrhunderts errichtet. Im tonnengewölbten Innenraum befindet sich ein Säulenaltar mit Gnadenbild der Schmerzhaften Muttergottes und Heiligenfiguren. | BDA-Hist.: Q37761575 Status: § 2a Stand der BDA-Liste: 2025-06-30 Name: Kapelle zur Schmerzhaften Muttergottes GstNr.: .435 Telfs, Kapelle zur schmerzhaften Mutter Gottes                  |
| ja   | Datei hochladen | Kreuzkapelle HERIS-ID: 93183 Objekt-ID: 108192 TKK: 19545                                                        | Moritzenstraße Standort KG: Telfs                         | Die Kreuzkapelle ist Teil einer in den Hang gebauten Kapellenanlage und wird von der am Fuß des Hanges gelegenen Marienkapelle über einen überdachten Stiegenaufgang erreicht. Die offene klassizistische Kapelle wurde Anfang des 19. Jahrhunderts errichtet. Der Halbkuppelbau mit tonnengewölbter Vorhalle und Dreieckgiebel auf zwei Rundsäulen beherbergt eine klassizistische Kreuzigungsgruppe. Die Rückwand ist mit dem Wandbild Ausblick auf Jerusalem, die Kuppel mit dem Gemälde Gottvater zwischen Engeln von Leopold Puellacher (um 1820/30) versehen. | BDA-Hist.: Q37761585 Status: § 2a Stand der BDA-Liste: 2025-06-30 Name: Kreuzkapelle GstNr.: .434 Telfs, Kreuzkapelle                                                                       |
| ja   | Datei hochladen | Kruzifix HERIS-ID: 94092 Objekt-ID: 109221 TKK: 51905                                                            | Moritzenstraße Standort KG: Telfs                         | Das monumentale Kruzifix mit Corpus vom Dreinageltypus zwischen der Kirche St. Moritzen und der Hl.-Grab-Kapelle wurde in der ersten Hälfte des 19. Jahrhunderts zur Erinnerung an den ehemaligen Pestfriedhof von Telfs errichtet. | BDA-Hist.: Q37763471 Status: § 2a Stand der BDA-Liste: 2025-06-30 Name: Kruzifix GstNr.: 3177                                                                                               |
| ja   | Datei hochladen | Kath. Filialkirche St. Moritzen HERIS-ID: 55957 Objekt-ID: 64881 TKK: 19544                                      | Moritzenstraße Standort KG: Telfs                         | Die Kirche aus der Mitte des 17. Jahrhunderts ist ein zweijochiger Bau mit steilgiebeligem Langhaus, sechsseitigem, eingezogenem Chor und schlankem spitzem Dachreiter. Die Sakristei wurde 1886 im Norden angebaut. Im Inneren ist das Langhaus mit einem Kreuzgratgewölbe, der Chor mit einem Stichkappengewölbe versehen. | BDA-Hist.: Q38069049 Status: § 2a Stand der BDA-Liste: 2025-06-30 Name: Kath. Filialkirche St. Moritzen GstNr.: 3177, .432                                                                  |
| ja   | Datei hochladen | Hl. Grab-Kapelle HERIS-ID: 55958 Objekt-ID: 64882 TKK: 51906                                                     | Moritzenstraße Standort KG: Telfs                         | Die Heiliggrabkapelle westlich der Kirche St. Moritzen wurde im 19. Jahrhundert errichtet. Der neugotische, annähernd quadratische Bau mit Satteldach hat eine in drei Spitzbogenarkaden geöffnete Vorhalle mit in der Mitte frontispizartig aufgebogenem Giebel. Im Inneren befinden sich drei Kapellennischen mit einem Heiligen Grab aus der Mitte des 19. Jahrhunderts und einer mechanischen Fastenkrippe. | BDA-Hist.: Q38069058 Status: § 2a Stand der BDA-Liste: 2025-06-30 Name: Hl. Grab-Kapelle GstNr.: .433 Telfs, Hl. Grab-Kapelle                                                               |
| ja   | Datei hochladen | Bildstock HERIS-ID: 93185 Objekt-ID: 108195 TKK: 51917                                                           | vor Moritzenstraße 20 Standort KG: Telfs                  | Die Bildsäule aus Nagelfluhquadern ist mit 1515 bezeichnet. Sie hat einen Viereckschaft, einen quadratischen Sockel, einen Tabernakelaufsatz mit Kielbogennische und ein flaches Pyramidendach. In der Nische befindet sich ein modernes Marienrelief in Bronze. | BDA-Hist.: Q37761597 Status: § 2a Stand der BDA-Liste: 2025-06-30 Name: Bildstock GstNr.: 4773                                                                                              |
| ja   | Datei hochladen | 10 Kalvarienbergkapellen HERIS-ID: 93455 Objekt-ID: 108486 TKK: 54015, 54016, 54023, …                           | Möserer Dorfstraße 5, in der Nähe Standort KG: Telfs      | Der Möserer Kalvarienberg wurde Anfang des 19. Jahrhunderts angelegt, drei der elf bildstockartigen Kapellen wurden 1989 neu errichtet. Die erste Kapelle zeigt das Gemälde Christus nimmt Abschied von seiner Mutter von Theres Strigl von 1899, in der letzten Kapelle befindet sich eine plastische Darstellung von Christus im Kerker mit einem Bettler und einem Soldaten. Die restlichen Kapellen enthalten von Heinrich Tilly 1989 gemalte Kreuzwegstationen. | BDA-Hist.: Q37762336 Status: § 2a Stand der BDA-Liste: 2025-06-30 Name: 10 Kalvarienbergkapellen GstNr.: 4440/1, 4435 Kalvarienbergkapellen Mösern                                          |
| ja   | Datei hochladen | Prähistorische Höhensiedlung Gföllkapelle HERIS-ID: 112032 Objekt-ID: 130083 TKK: seit 2013                      | Mösern Standort KG: Telfs                                 | Bei archäologischen Untersuchungen einer Geländekuppe und Hangterrasse südlich der Gföllkapelle bei Mösern wurden späthallstatt- bzw. frühlatènezeitliche Hausfundamente, Metall- und Keramikfragmente sowie ein mögliches späthallstattzeitliches Hügelgrab entdeckt. Anmerkung: Standort grundstücksgenau | BDA-Hist.: Q37828200 Status: § 9-Feststellung Bodendenkmal Stand der BDA-Liste: 2025-06-30 Name: Prähistorische Höhensiedlung Gföllkapelle GstNr.: 4388                                     |
| ja   | Datei hochladen | Brandopferplatz Seewald HERIS-ID: 112033 Objekt-ID: 130084 TKK: seit 2013                                        | Mösern Standort KG: Telfs                                 | Anmerkung: Standort grundstücksgenau; zum Teil auf dem Gemeindegebiet von Pettnau | BDA-Hist.: Q37828212 Status: § 9-Feststellung Bodendenkmal Stand der BDA-Liste: 2025-06-30 Name: Brandopferplatz Seewald GstNr.: 4389                                                       |
| ja   | Datei hochladen | Emat-Kapelle HERIS-ID: 93187 Objekt-ID: 108197 TKK: 51920                                                        | bei Niedere-Munde-Straße 26 Standort KG: Telfs            | Die einjochige Barockkapelle wurde 1753 erbaut und hat einen geschwungenen Fassadengiebel, einen hölzernen Dachreiter und eine eingezogene Rundapsis. Die Fassadenmalerei Pietà stammt von Heinrich Tilly aus dem Jahre 1962. Der Innenraum hat eine Flachkuppel und einen korbbogigen Triumphbogen. Die barocke Deckenmalerei zeigt Gottvater in Rocaille-Rahmung, sowie die hll. Rosina und Martin. | BDA-Hist.: Q37761608 Status: § 2a Stand der BDA-Liste: 2025-06-30 Name: Emat-Kapelle GstNr.: .505 Telfs, Emat-Kapelle                                                                       |
| ja   | Datei hochladen | Bankgebäude, ehem. Gasthaus Zur Traube HERIS-ID: 40286 Objekt-ID: 40196 TKK: 51977                               | Obermarktstraße 2 Standort KG: Telfs                      | Das dreigeschoßige gemauerte Gebäude stammt im Kern aus dem 16. Jahrhundert und wurde Ende des 20. Jahrhunderts umgebaut. Die straßenseitige Fassade weist ein rundbogiges, doppelt gekehltes Steinportal, ein korbbogiges Nagelfluhportal und einen dreiseitigen Polygonalerker mit Wappenmalereien an den Parapetfeldern auf. Im Inneren haben sich ein tonnengewölbter Flur, mehrere stichkappengewölbte Räume im Erdgeschoß und ein Gratgewölbe im Obergeschoßflur erhalten. | BDA-Hist.: Q37993962 Status: Bescheid Stand der BDA-Liste: 2025-06-30 Name: Bankgebäude, ehem. Gasthaus Zur Traube GstNr.: 2/2                                                              |
| ja   | Datei hochladen | Kapelle zu den Vierzehn Nothelfern HERIS-ID: 82919 Objekt-ID: 96773 TKK: 36645                                   | bei Platten 3a Standort KG: Telfs                         | Die einjochige gemauerte Kapelle mit Satteldach, offenem Dachreiter und fünfseitigem Chorschluss wurde im 17. Jahrhundert errichtet. Das Äußere ist mit Rundbogenfenstern, einem Rundbogenportal und einem profilierten Horizontalgesims gegliedert. Der Innenraum weist ein Stichkappengewölbe auf, der Altar ist von barocker Architekturmalerei mit Putten, Baldachin und Säulen umrahmt. | BDA-Hist.: Q38179547 Status: Bescheid Stand der BDA-Liste: 2025-06-30 Name: Kapelle zu den Vierzehn Nothelfern GstNr.: .633                                                                 |
| ja   | Datei hochladen | Kapelle am Wasserbühel HERIS-ID: 93474 Objekt-ID: 108505 TKK: 51955                                              | neben Prof. A. Einberger-Straße 4 Standort KG: Telfs      | Die gemauerte Kapelle mit Satteldach und geradem Chorschluss wurde im 18. Jahrhundert erbaut. Im tonnengewölbten Innenraum befindet sich eine barocke Kreuzigungsgruppe. | BDA-Hist.: Q37762378 Status: § 2a Stand der BDA-Liste: 2025-06-30 Name: Kapelle am Wasserbühel GstNr.: .1193                                                                                |
| ja   | Datei hochladen | Persönlichkeitsdenkmal Andreas Einberger HERIS-ID: 106240 Objekt-ID: 123369 TKK: 52064                           | gegenüber Prof. A. Einberger-Straße 10 Standort KG: Telfs | Auf einem rechteckigen Marmorstein mit einer bronzenen Inschriftentafel steht eine Bronzebüste des Telfer Bildhauers und Malers Andreas Einberger (1878–1952), die in den 1950er Jahren von Franz Josef Kranewitter geschaffen wurde. | BDA-Hist.: Q37807227 Status: § 2a Stand der BDA-Liste: 2025-06-30 Name: Persönlichkeitsdenkmal Andreas Einberger GstNr.: 4726/1                                                             |
| ja   | Datei hochladen | Volksschule Walter Thaler HERIS-ID: 106237 Objekt-ID: 123366 TKK: 52077, 52078                                   | Prof. A. Einberger-Straße 11 Standort KG: Telfs           | Das Gebäude wurde 1948/49 anstelle des ehemaligen Kindergartengebäudes als Hauptschule errichtet und wird heute von der Josef-Schweinester-Volksschule und der Walter-Thaler-Schule (Allgemeine Sonderschule) genutzt. Der dreigeschoßige Bau über längsrechteckigem Grundriss ist mit einfachen Faschen gegliedert. An der Ostseite ist ein Viereckturm mit Zwiebelhaube und Windfahne angestellt. Im Turm befindet sich ein gekehltes, rundbogig geschlossenes Steinportal, der Keilstein trägt ein Steinrelief des hl. Christophorus. | BDA-Hist.: Q37807217 Status: § 2a Stand der BDA-Liste: 2025-06-30 Name: Volksschule Walter Thaler GstNr.: 409                                                                               |
| ja   | Datei hochladen | Bürgerhaus, Pfarrhof, Frühmesserhaus HERIS-ID: 40285 Objekt-ID: 40195 TKK: 51894                                 | Prof. A. Einberger-Straße 17 Standort KG: Telfs           | Das alte Benefiziatenhaus wurde 1695 als Widum für den Frühmesser errichtet. Das Mittelflurhaus ist mit vierseitigen Eckerkern im Obergeschoß und einem reichen offenen Bundwerkgiebel gestaltet. An der südlichen Giebelseite befinden sich zwei gemalte Bildmedaillons mit den hll. Petrus und Johannes Nepomuk, an der Westseite eine barocke Darstellung der Verkündigung aus der zweiten Hälfte des 18. Jahrhunderts. | BDA-Hist.: Q37993953 Status: Bescheid Stand der BDA-Liste: 2025-06-30 Name: Bürgerhaus, Pfarrhof, Frühmesserhaus GstNr.: 542                                                                |
| ja   | Datei hochladen | Brunnen Guter Hirte HERIS-ID: 93479 Objekt-ID: 108513 TKK: 51965                                                 | vor Rosengasse 2 Standort KG: Telfs                       | Der Brunnen besteht aus einem rechteckigen Steintrog von 1898 mit einem achteckigen Steinpfeiler und einer polychromen barocken Statue des Guten Hirten aus dem 18. Jahrhundert unter einem schmiedeeisernen Dach. | BDA-Hist.: Q37762418 Status: § 2a Stand der BDA-Liste: 2025-06-30 Name: Brunnen Guter Hirte GstNr.: 4709/12                                                                                 |
| ja   | Datei hochladen | Kath. Filialkirche hl. Veit HERIS-ID: 55917 Objekt-ID: 64824 TKK: 19543                                          | St. Veit Standort KG: Telfs                               | Die Kirche wurde 1384 und nach einem Umbau 1648 neuerlich geweiht. Die gotische Saalkirche besteht aus einem schmalen, dreijochigen Langhaus mit eingezogenem 3/8-Chorschluss und einem südlich am Chor angebauten Turm mit achteckigem Glockengeschoß und Zwiebelhaube. An der Westfassade befindet sich ein abgefastes Spitzbogenportal. Im Inneren weist das Langhaus ein Netzgratgewölbe über Pfeilern, der durch einen Triumphbogen abgesetzten Chor ein Stichkappengewölbe auf. An den Wänden finden sich Reste von Apostelkreuzen aus dem 14. Jahrhundert und Wandmalereien aus der Spätgotik/Renaissance um 1620. | BDA-Hist.: Q38068772 Status: § 2a Stand der BDA-Liste: 2025-06-30 Name: Kath. Filialkirche hl. Veit GstNr.: .542 Filialkirche hl. Veit, Telfs                                               |
| BW   | Datei hochladen | Kreuzkapelle HERIS-ID: 93174 Objekt-ID: 108181 TKK: 51902                                                        | bei Giessenweg 1 Standort KG: Telfs                       | Die qualitätsvolle barocke Kreuzgruppe aus der Mitte des 18. Jahrhunderts steht in einem modernen offenen Kapellenbildstock mit Schmiedeeisengitter (um 1977). | BDA-Hist.: Q37761545 Status: § 2a Stand der BDA-Liste: 2025-06-30 Name: Kreuzkapelle GstNr.: 4927/4; 4743/2                                                                                 |
| ja   | Datei hochladen | Rathaus, ehem. Gasthof Steinbock HERIS-ID: 40287 Objekt-ID: 40197 TKK: 51994                                     | Untermarktstraße 7 Standort KG: Telfs                     | Der gotisierende Bau vom Anfang des 17. Jahrhunderts diente ursprünglich als Gasthaus, ab 1810 als Brauerei und wurde 1939/40 durch Richard Dagostin zum Rathaus umgebaut. Die straßenseitige Fassade ist mit Rundbogenöffnungen im Erdgeschoß, zwei polygonalen zweigeschoßigen Erkern mit gemalten Wappenschilden (um 1939/40) und geschnitzten Fenstersäulen von Johannes Obleitner gestaltet. An der äußerst linken Achse verläuft ein stichkappengewölbter Gang zum Hof, an der hofseitigen Fassade hat sich ein gotischer Eckerker mit vierpassförmigen Feldern und Fratzen am Anlauf erhalten. Die Einrichtung des Trausaals im ersten Obergeschoß (Eingangstür, geschnitzte Holzbalkendecke mit Inschriften und Runenzeichen, geschnitzter Tisch und Stühle) wurde 1938 von Johannes Obleitner geschaffen. | BDA-Hist.: Q37993972 Status: Bescheid Stand der BDA-Liste: 2025-06-30 Name: Rathaus, ehem. Gasthof Steinbock GstNr.: 392/1 Rathaus Telfs                                                    |
| ja   | Datei hochladen | Brunnen mit Maria Immaculata, Marienbrunnen HERIS-ID: 93480 Objekt-ID: 108514 TKK: 51966                         | vor Untermarktstraße 18 Standort KG: Telfs                | Der Brunnen aus dem 19. Jahrhundert besteht aus einem rechteckigen Steintrog mit hohem Steinpfeiler und einer polychrom gefassten Statue der Maria Immaculata, die Urban Klieber zugeschrieben wird. | BDA-Hist.: Q37762427 Status: § 2a Stand der BDA-Liste: 2025-06-30 Name: Brunnen mit Maria Immaculata, Marienbrunnen GstNr.: 4709/7                                                          |
| ja   | Datei hochladen | Brunnen mit hl. Georg HERIS-ID: 93476 Objekt-ID: 108510 TKK: 51962                                               | vor Untermarktstraße 30 Standort KG: Telfs                | Der steinerne Brunnen wurde 1954 errichtet. An der Wand darüber befindet sich eine barocke Statue des hl. Georg (um 1700) in der Art des Andreas Thamasch, die 1954 von Heinrich Tilly restauriert wurde. | BDA-Hist.: Q37762388 Status: § 2a Stand der BDA-Liste: 2025-06-30 Name: Brunnen mit hl. Georg GstNr.: 4709/9                                                                                |
| ja   | Datei hochladen | Bildsäule Erzengel HERIS-ID: 94118 Objekt-ID: 109251 TKK: 51937                                                  | Weiherweg 1, in der Nähe Standort KG: Telfs               | Die Bildsäule ist Teil einer 1680 errichteten Anlage aus drei offenen Wegkapellen und vier (von ursprünglich 15) Bildsäulen am Weg zwischen St. Georgen und Birkenberg. Die gemauerte und verputzte Säule hat einen runden Schaft, eine vorspringende Kragplatte, einen Dreiecksgiebel und ein Schindeldach. In der Rundbogennische befindet sich eine Bildtafel mit der Darstellung Erzengel von Alois Höfer aus dem Jahre 1970. | BDA-Hist.: Q37763516 Status: § 2a Stand der BDA-Liste: 2025-06-30 Name: Bildsäule Erzengel GstNr.: 4730                                                                                     |
| ja   | Datei hochladen | Brunnen mit hl. Florian HERIS-ID: 93481 Objekt-ID: 108515 TKK: 51967                                             | vor Weißenbachgasse 2 Standort KG: Telfs                  | Der Brunnen besteht aus einer um 1977 errichteten Brunnenschale und einer steinernen Brunnensäule mit der polychromen Schnitzfigur des hl. Florian aus dem 19. Jahrhundert. | BDA-Hist.: Q37762439 Status: § 2a Stand der BDA-Liste: 2025-06-30 Name: Brunnen mit hl. Florian GstNr.: 4709/4                                                                              |
| ja   | Datei hochladen | Kapelle hl. Wendelin HERIS-ID: 93417 Objekt-ID: 108435 TKK: 51928                                                | südwestlich Wendelinus 1 Standort KG: Telfs               | Die gemauerte offene Kapelle mit vorspringendem Satteldach und geradem Chorschluss stammt aus dem 18. Jahrhundert. Das Innere ist mit einem Tonnengewölbe versehen und zeigt über einer einfachen gemauerten Altarmensa ein Bild des hl. Wendelin. | BDA-Hist.: Q37762174 Status: § 2a Stand der BDA-Liste: 2025-06-30 Name: Kapelle hl. Wendelin GstNr.: 2850/1 Telfs, Kapelle hl. Wendelin                                                     |
| ja   | Datei hochladen | Kalvarienbergkapelle HERIS-ID: 93464 Objekt-ID: 108495 TKK: 51950                                                | östlich Pfarrer-Prieth-Weg 1 Standort KG: Telfs           | Der halbrunde, offener Bau mit Dreieckgiebel wurde um 1830 errichtet. Er beherbergt eine plastische Kreuzigungsgruppe mit gemalten Bretterfiguren. Die Wandmalerei im Hintergrund mit einer Darstellung von Jerusalem und Gottvater ist der Art des Leopold Puellacher. An der Rückseite der Kapelle befinden sich drei weitere Stationstafeln und eine Auferstehungstafel als Kupfertreibarbeiten von Alfons Neuner (1989). | BDA-Hist.: Q37762346 Status: § 2a Stand der BDA-Liste: 2025-06-30 Name: Kalvarienbergkapelle GstNr.: 4440/1                                                                                 |
| ja   | Datei hochladen | Bildsäule Adam und Eva HERIS-ID: 94115 Objekt-ID: 109248 TKK: 51936                                              | Standort KG: Telfs                                        | Die Bildsäule ist Teil einer um 1680 errichteten Anlage aus drei offenen Wegkapellen und vier (von ursprünglich 15) Bildsäulen am Weg zwischen St. Georgen und Birkenberg. Die gemauerte und verputzte Bildsäule hat einen runden Schaft, eine vorspringende Kragplatte, einen Dreiecksgiebel und ein Schindeldach. In der Rundbogennische befindet sich eine Bildtafel mit der Darstellung Adam und Eva von Alois Höfer aus dem Jahre 1970. | BDA-Hist.: Q37763506 Status: § 2a Stand der BDA-Liste: 2025-06-30 Name: Bildsäule Adam und Eva GstNr.: 4730                                                                                 |
| BW   | Datei hochladen | Wegkapelle HERIS-ID: 106382 Objekt-ID: 123530 TKK: 52054                                                         | Standort KG: Telfs                                        | Die kleine gemauerte Kapelle mit geradem Chorschluss und Satteldach wurde im 19. Jahrhundert errichtet. Im tonnengewölbten Innenraum finden sich Reste älterer Bemalung. Anmerkung: An der Möserer Straße, zwischen Birkenberg und Mösern | BDA-Hist.: Q37807504 Status: § 2a Stand der BDA-Liste: 2025-06-30 Name: Wegkapelle GstNr.: 4327/5                                                                                           |
| ja   | Datei hochladen | Wiesenkapelle HERIS-ID: 40288 Objekt-ID: 40198 TKK: 51927                                                        | gegenüber Untermarktstraße 78 Standort KG: Telfs          | Die einjochige, gemauerte, turmlose Kapelle an der Tiroler Straße südöstlich von Telfs-Zentrum hat einen annähernd quadratischen Grundriss, ein geschmiegtes Satteldach und einen dreipassförmig geschweiften Chor. Sie stammt aus der zweiten Hälfte des 18. Jahrhunderts. An der Eingangsfassade befinden sich zwei Rundfenster und über der Eingangstüre ein barock geschwungenes Giebelfenster. Im kreuzgratgewölbter Innenraum gibt es ein Schmiedeeisengitter aus dem 19. Jahrhundert. | BDA-Hist.: Q37993982 Status: Bescheid Stand der BDA-Liste: 2025-06-30 Name: Wiesenkapelle GstNr.: .420                                                                                      |